# 이넉 파월
이넉 파월(영어: Enoch Powell, 영국식 영어 발음: /ˌd͡ʒɒn iːnɒk ˈpaʊəl/, 1912년 6월 16일 ~ 1998년 2월 8일)은 영국의 정치인, 고대학자, 언어학자, 시인이다.
그는 보수당과 얼스터 연합주의자당 소속의 의원을 1950년부터 1987년까지 지냈으며, 1960년부터 1963년까지 보건부 장관을 역임하였다. 1968년에 그는 연설 "피의 강물(Rivers of Blood)"에서 제노포비아적 시각을 드러내 영국 정치계에서 큰 파장을 일으켰다. 이후 보수당의 에드워드 히스 내각에서 유럽 경제 공동체 가입을 하자 격렬히 반대해 정반대의 성향을 지닌 노동당을 지지하였으며, 1974년 10월 총선에서 얼스터 연합주의자당 소속으로 북아일랜드로 지역구를 옮겨 당선되었다. 1987년 총선에서 그는 자신의 지역구에서 상대 후보에게 패함으로써 정계를 은퇴하였다.

## 생애
이넉 파월은 1912년 6월 16일에 버밍엄에서 사립학교 교장의 외동아들로 태어났다. 파월은 웨일스 계통의 집안이었으며, 그의 증조부는 광부로 일하였다. 어린 시절, 그는 독해 능력에 탁월한 재능을 보였으며, 집안의 살림이 넉넉지 않았음에도 가족들은 그의 학업에 힘을 보탰다. 파월은 버밍엄에 위치한 학교를 다녔으며, 이때 그는 고전학에 대해 깊은 관심을 보이게 된다. 1930년 케임브리지 대학교의 트리니티 칼리지에 입학하여 1933년까지 수학하게 된다. 이때 그는 라틴어와 그리스어, 인도 지방어, 포르투갈어, 웨일스어 등을 구사하게 된다. 제2차 세계 대전 때 그는 영국군에 참전하였다.
종전 후 그는 1945년 총선에서 노동당에 투표하는데, 그 이유는 보수당 내각에서 체결한 뮌헨 협정에 대해 응징하기 위해서였다. 그러나 그는 이후 보수당에 입당하였다. 1947년에 노맨턴(Normanton)에서 실시된 보궐선거에서 파월은 보수당 소속으로 출마하지만 노동당 후보에게 큰 표차로 패배한다. 1950년 총선에서 그는 다시 울버햄프턴 선거구에 출마하였으며 이 선거구에서 그는 노동당 후보를 2% 차로 꺾고 당선되었다. 이후 보수당 내각에서 여러 각료를 역임한 후 1960년에 그는 헤럴드 맥밀런 내각에서 보건부 장관을 지냈다. 1964년 총선에서 보수당이 정권 재창출에 실패하면서 치러진 대표 선거에 출마하였지만 15표를 얻어 당선되지 못한다.
이후 에드워드 히스의 그림자 내각에서 국방장관에 임명된 그는 1968년 4월 20일에 '피의 강물'이라는 연설을 한다. 이 연설에서 그는 이민자들로인해 영국이 위험에 빠질 수 있다는, 제노포비아적 시각에서 나온 연설이었다. 이 연설을 한 후 그는 정계에서 집중적인 공격을 받게 되었다. 《타임스》는 이 연설을 가리켜 '악마의 연설'이라고 혹평하였으며, 이후 노동당 대표를 역임한 마이클 푸트(Michael Foot)는 '비극적 사건'이라고 평하였다. 그럼에도 불구하고 1970년 총선에서 그는 울버햄프턴에서 쉽게 재선에 성공한다.
1972년에 에드워드 히스 총리가 유럽 경제 공동체(EEC)에 가입하자 파월은 크게 반대하면서 히스 내각과 충돌을 빚었다. 이후 1974년 2월 총선 5일 전인 1974년 2월 23일에 보수당을 탈당하였다. 그는 탈당 과정에서 보수당이 EEC에 가입함으로써 큰 사태가 우려된다고 역설하면서 EEC 탈퇴를 조건으로 노동당 지지 선언을 하였다. 이는 국수주의 진영을 대표한다고 여겨졌던 파월의 지지자들에게 충격을 주었다. 선거 결과는 헝 의회였으며, 전 총리였던 해럴드 윌슨이 다시 총리에 취임하게 되었다. 이후 같은해 치러진 10월 총선에서 그는 북아일랜드에서 활동하는 얼스터 연합주의자당에 입당해 사우스 다운 선거구에 출마해 당선된다. 다음해 치러진 영국의 EEC 탈퇴를 놓고 전개된 국민투표에서 그는 탈퇴 진영의 대표 주자로 움직였다. 그러나 국민투표는 EEC 잔류로 결정된다.
이후 마거릿 대처 내각에서도 계속 의원을 유지한 그는 1987년 총선에서 사회민주노동당 소속의 에디 맥그레디(Eddie McGrady)에게 패해 37년 만에 의원에서 물러나게 된다. 1992년에 그는 파킨슨병 진단을 받게 되었으며, 1998년 2월 8일에 런던에서 사망하였다. 그는 워릭셔주에 위치한 공동 묘지에 안장되었다.

## 서훈
- 1943년 대영 제국 훈장 5등급(MBE, 군 부문) 수훈[6]